# Lee Soo-min
Soomin Lee (1993) is een Zuid-Koreaanse golfer. Hij speelt op de Aziatische en Europese PGA Tour.
Lee werd in 2014 professional. Hij speelde enkele toernooien van de Korean Tour en kwalificeerde zich via de Tourschool voor de Aziatische Tour van 2015. Zijn beste resultaten waren bij het Bashundhara Bangladesh Open (2de) en het UBS Hong Kong Open (T3), en aan het einde van het seizoen stond hij nummer 29 op de ranking.
In 2016 begon zijn seizoen met enkele toernooien die zowel voor de Aziatische als de Europese Tour telden. In februari stond hij bij het Maleisisch Open na ronde 3 aan de leiding met drie slagen voor op Marcus Fraser, maar de zenuwen sloegen toe; hij verloor vier slagen op de laatste drie holes waarna Fraser won. In april won hij het Shenzhen International in China. Hij kreeg daardoor speelrecht op de Europese Tour tot eind 2018.

## Gewonnen
Europese Tour
- 2016: Shenzhen International